# Tour de Leppävaara
La tour de Leppävaara (en finnois : Leppävaaran Torni) est un gratte-ciel situé dans le quartier de Leppävaara à Espoo en Finlande. 

## Description
La tour est située juste à côté de la gare de Leppävaara et du centre commercial Sello et à proximité de la tour panoramique d'Espoo. 
Le bâtiment mesure 68 mètres de haut et compte 21 étages. 
En 2020, c'est le troisième plus haut bâtiment résidentiel d'Espoo après Niittyhuippu et Meritorni.
La tour d'habitation est construite par Skanska Talonrakennus Oy et son architecte principal est Timo Vormala de Gullichsen Vormala Arkkitehdit Ky. 
Le bâtiment compte 113 logements au total et se compose d'appartements d'une superficie allant de 44,5 à 77,5 m2.

## Galerie

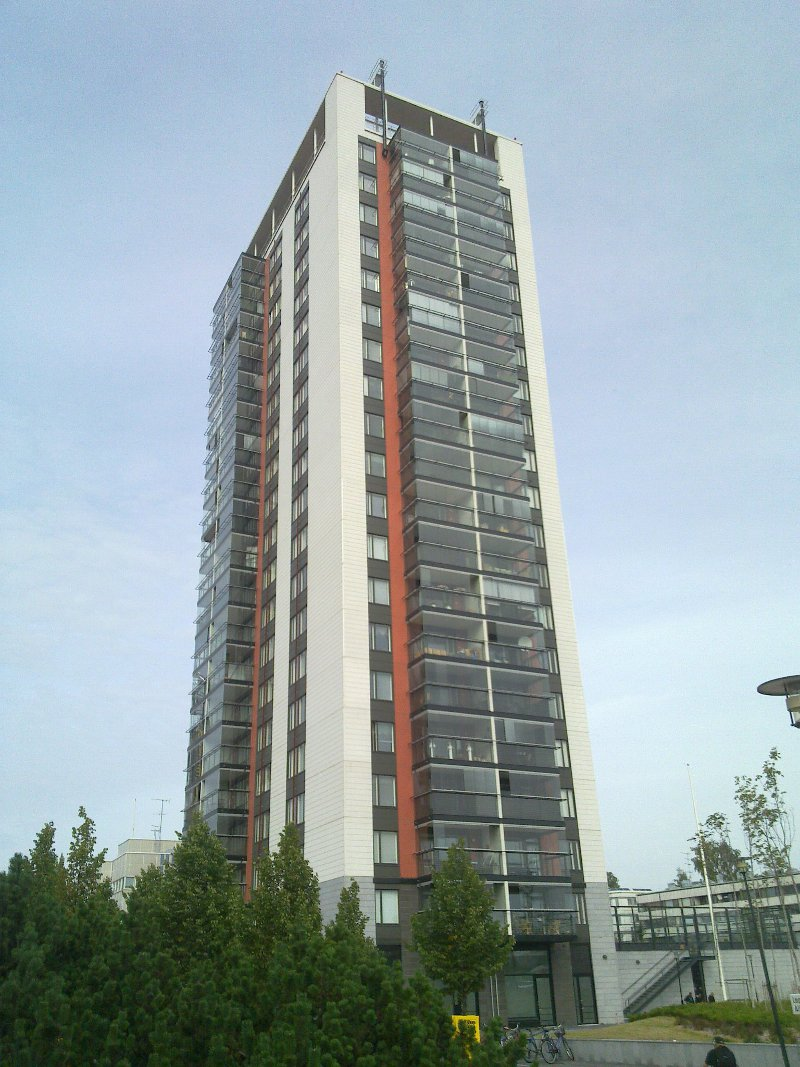
La tour de Leppävaara.
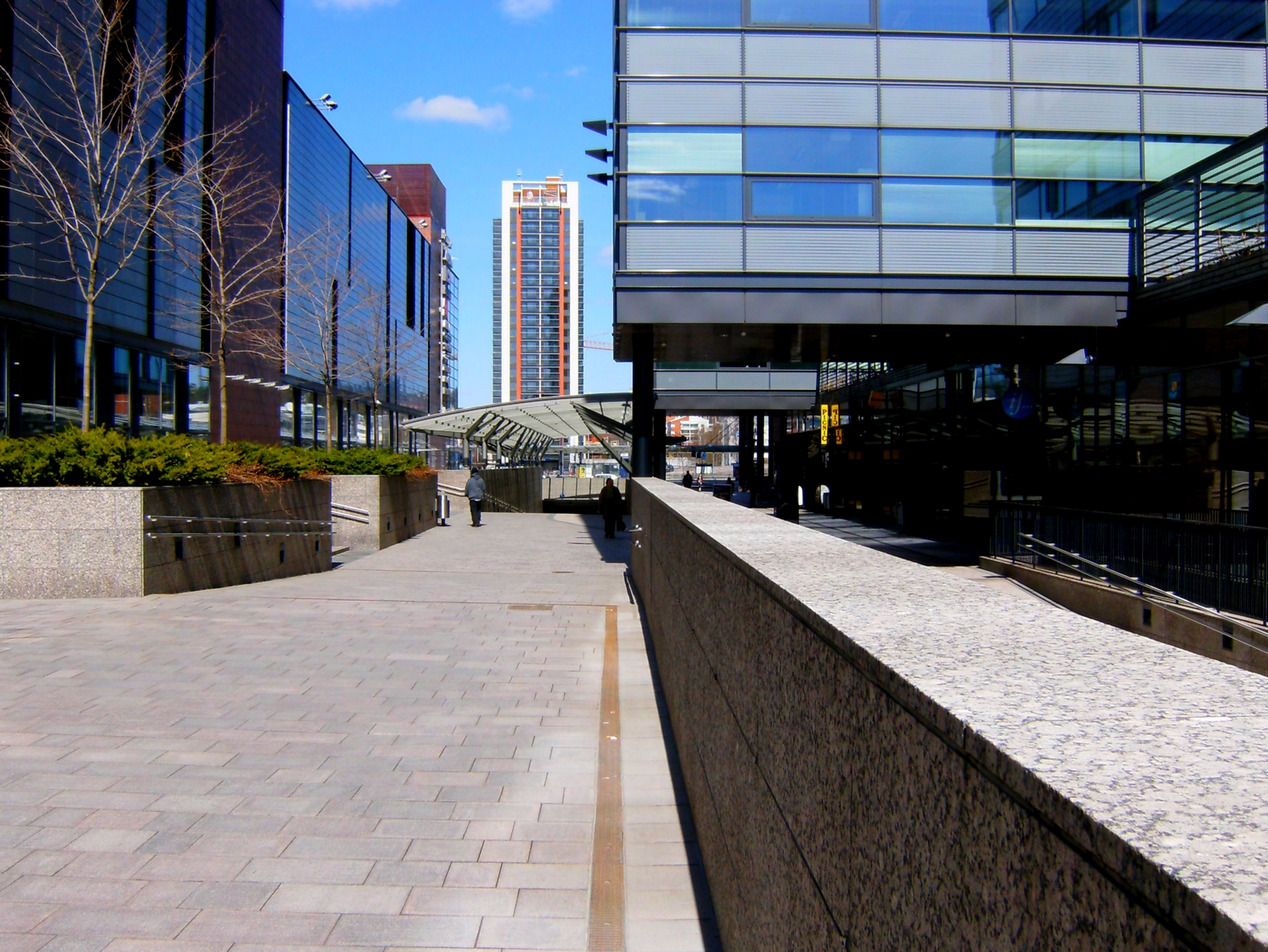
La tour vue du pied de la tour panoramique.
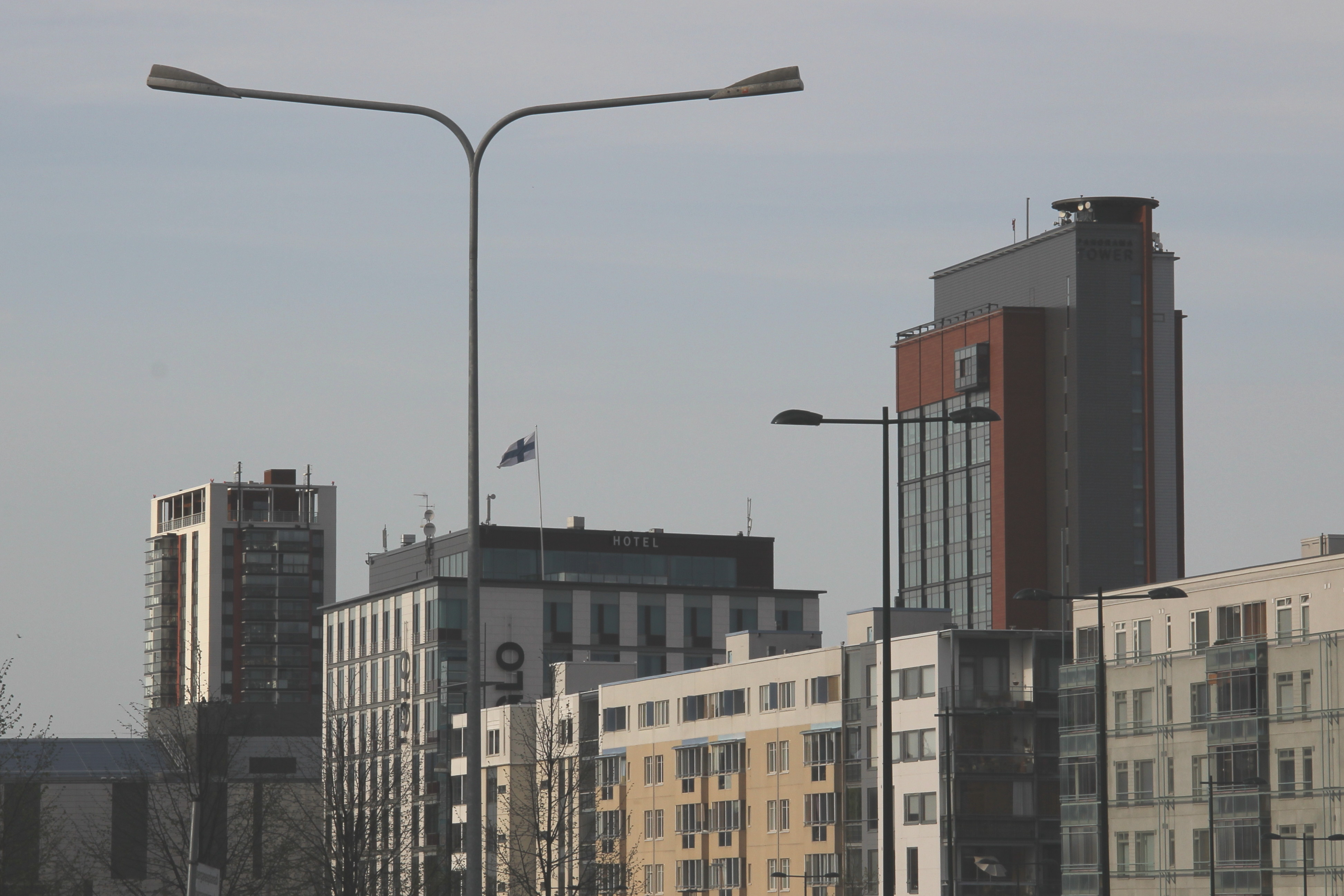
Tours panoramique et de Leppävaara vues de Säteri.